# Legna Verdecia
Legna Verdecia Rodríguez (Granma, 29 oktober 1972) is een voormalig judoka uit Cuba, die haar vaderland driemaal op rij vertegenwoordigde bij de Olympische Spelen: in 1992 (Barcelona), 1996 (Atlanta) en 2000 (Sydney). Bij dat laatste toernooi won ze de gouden medaille in de klasse tot 52 kilogram, nadat ze vier jaar eerder al de bronzen plak had veroverd in dezelfde categorie.

## Erelijst

### Olympische Spelen
- 1996 –  Atlanta (– 52 kg)
- 2000 –  Sydney (– 52 kg)

### Wereldkampioenschappen
- 1991 –  Barcelona (– 48 kg)
- 1993 –  Hamilton (– 52 kg)
- 1995 –  Chiba (– 52 kg)
- 1999 –  Birmingham (– 52 kg)
- 2001 –  München (– 52 kg)

### Pan-Amerikaanse Spelen
- 1991 –  Havana (– 48 kg)
- 1995 –  Mar del Plata (– 52 kg)
- 1999 –  Winnipeg (– 52 kg)

### Pan-Amerikaanse kampioenschappen
- 1988 –  Buenos Aires (– 45 kg)
- 1990 –  Caracas (– 48 kg)
- 1992 –  Hamilton (– 52 kg)
- 1994 –  Santiago (– 52 kg)
- 1996 –  San Juan (– 52 kg)
- 1997 –  Guadalajara (– 52 kg)
- 1998 –  Santo Domingo (– 52 kg)

1992: Almudena Muñoz ·
1996: Marie-Claire Restoux ·
2000: Legna Verdecia ·
2004: Xian Dongmei ·
2008: Xian Dongmei ·
2012: An Kum-ae ·
2016: Majlinda Kelmendi · 
2020: Uta Abe · 
2024: Diyora Keldiyorova